# Ryoya Ogawa
Ryoya Ogawa (Nerima, 24 november 1996) is een Japans voetballer die onder contract ligt bij STVV.

## Clubcarrière
Ogawa maakte in 2016 zijn officiële debuut in het eerste elftal van FC Tokyo. De verdediger speelde meer dan honderd officiële wedstrijden in het eerste elftal van de club en kwam ook uit voor het U23-elftal van de club in de J3 League. 
Ogawa werd in het seizoen 2022/23 uitgeleend aan de Portugese eersteklasser Vitória SC. In de competitie kwam hij er niet verder dan zes optredens, waarvan vier als invaller. Ogawa kreeg meer speeltijd in de Conference League-voorrondewedstrijden tegen Puskás Akadémia FC en HNK Hajduk Split, waarin hij nooit voor het slotkwartier werd vervangen. Ook in de bekerwedstrijd tegen UD Vilafranquense (0-0-gelijkspel) mocht Ogawa een hele wedstrijd meespelen. Ogawa speelde dat seizoen ook drie competitiewedstrijden in de Liga 3 voor het B-elftal van Vitória.
In juni 2023 werd Ogawa opnieuw uitgeleend door FC Tokyo, ditmaal aan de Belgische eersteklasser Sint-Truidense VV. STVV bedong een aankoopoptie in het huurcontract van Ogawa, die op Stayen een pak landgenoten tegenkwam. In juni 2024 maakte STVV bekend dat de aankoopoptie in het contract gelicht werd.

## Interlandcarrière
Ogawa maakte op 25 maart 2021 zijn interlanddebuut voor Japan: in een oefeninterland tegen Zuid-Korea (3-0-winst) mocht hij in de 66e minuut invallen voor Sho Sasaki.